# Karim Zaimović
Karim Zaimović (Sarajevo, 6. svibnja 1971. − Sarajevo, 13. kolovoza 1995.) bosanskohercegovački je novinar i književnik bošnjačkog podrijetla.

## Životopis
Nakon završetka sarajevske Prve gimnazije 1989. godine i odsluženja vojnog roka upisuje Akademiju likovnih umjetnosti, sa koje poslije nekoliko mjeseci prelazi na studij komparativne književnosti Filozofskog fakulteta u Sarajevu.
Od najranije mladosti intenzivno se bavi crtanjem i čitanjem naročito književnosti. U tim godinama kod njega se razvija velika ljubav prema stripu zahvaljujući kojoj izrasta u poznavaoca domaćeg i svjetskog stripa, tako da je napisao više  članaka kritika, osvrta i recenzija iz ove oblasti. S nepunih petnaest godina se počinje baviti novinarstvom. Piše o filmu, stripu, likovnoj umjetnosti i kulturi općenito, u mnogim časopisima, tjednim i dnevnim listovima: Naši dani, Lica, Vidici, Quorum, Kvadrat, Patak, Slobodna Dalmacija, Nedjeljna Dalmacija, Književna revija, Mladina, Start, Erasmus, Oslobođenje, Večernje novine, Avaz, Ven, Sineast, Fantom slobode, Dani. Bio je stalni suradnik Nezavisnog radija Zid, a u prijeratnom periodu povremeno je surađivao na Trećem programu TV –Sarajevo i programima Radio Sarajeva.
Sve vrijeme rata u Bosni i Hercegovini proveo je u Sarajevu. Nakon demobilizacije iz Armije RBiH, u magazinu Dani uređuje oblast kulture. Sa Semezdinom Mehmedinovićem pokreće časopis za kulturu Fantom slobode u kojem obavlja dužnost zamjenika glavnog urednika. Piše pripovijetke i scenarija. Ostala su mu u rukopisu, nedovršena, dva romana. 
Preminuo je 13. kolovoza 1995. od posljedica ranjavanja – kao civilna žrtva granatiranja Sarajeva. Godine 1996. godine osnovana je Fondacija Karim Zaimović radi očuvanja imena i djela Karima Zaimovića. Osnivači Fondacije su bili Nezavisni magazin Dani, Radio Zid, Nezavisna unija profesionalnih novinara iz Sarajeva, izdavačka kuća SAF iz Celja, te obitelj Zaimović, a u svrhu stipendiranja studenata s izrazitim talentom iz oblasti kulture, umjetnosti, književnosti i novinarstva, kao i pružanja pomoći mladim talentima.

## Djela
- Tajna džema od malina (Sarajevo, 1996)

## Vanjske povezice
- Karim Zaimović, dječak i strip Autor: Miljenko Jergović
- BHDani - Tajna grandioznog talenta
- Mehmed Zaimović - Karim je tu negdje oko mene, u mom zraku  Arhivirana inačica izvorne stranice od 19. veljače 2018. (Wayback Machine)